# Municipio de Baudette
El municipio de Baudette (en inglés: Baudette Township) es un municipio ubicado en el condado de Lake of the Woods en el estado estadounidense de Minnesota. En el año 2010 tenía una población de 345 habitantes y una densidad poblacional de 12,59 personas por km².

## Geografía
El municipio de Baudette se encuentra ubicado en las coordenadas 48°44′9″N 94°39′39″O / 48.73583, -94.66083. Según la Oficina del Censo de los Estados Unidos, el municipio tiene una superficie total de 27.4 km², de la cual 25,18 km² corresponden a tierra firme y (8,08 %) 2,21 km² es agua.

## Demografía
Según el censo de 2010, había 345 personas residiendo en el municipio de Baudette. La densidad de población era de 12,59 hab./km². De los 345 habitantes, el municipio de Baudette estaba compuesto por el 97,97 % blancos, el 0,87 % eran afroamericanos, el 1,16 % eran asiáticos. Del total de la población el 0,29 % eran hispanos o latinos de cualquier raza.